# Dacelo novaeguineae
Il kookaburra sghignazzante (Dacelo novaeguineae Hermann, 1783) è un uccello appartenente alla famiglia Alcedinidae diffuso esclusivamente in Australia.

## Descrizione
Con i suoi 45 cm di lunghezza il kookaburra sghignazzante è il più grande tra i membri della famiglia Alcedinidae. Presenta gola, petto e ventre bianchi, dorso bruno scuro con copritrici alari azzurre e coda marrone con barre più scure; le timoniere hanno la punta bianca. Il capo è bianco anch'esso, ma con la sommità bruna e una striscia oculare marrone. La specie presenta un leggero dimorfismo sessuale: i maschi hanno parte del groppone bianco, mentre nelle femmine esso è marrone con barre scure. Il becco è tozzo e robusto e le zampe sono corte.

## Biologia
Le sue dimensioni gli consentono di cacciare una grande varietà di prede; si nutre infatti di insetti, lucertole, serpenti, piccoli uccelli e roditori, che cattura lanciandosi da un posatoio. Una volta adulta la prole resta con i genitori per anni e li aiuta nella gestione del nido, che consiste in una semplice cavità non foderata in un tronco. Per avvisare della presa di possesso di un territorio la coppia e i suoi aiutanti emettono dei caratteristici richiami che ricordano una risata (da cui deriva il nome comune della specie) e assumono una posizione particolare con testa alzata e coda sollevata.

## Distribuzione e habitat
La specie è endemica dell'Australia ed è diffusa nella parte sudoccidentale, orientale e sudorientale del paese, compresa la Tasmania. È stanziale e vive in zone aride lontane dall'acqua, in boscaglie e foreste rade.